# Chabausokar
Chabausokar (auch Chabau-Sokar oder Cha-bau-Sokar) ist der Name eines altägyptischen hohen Beamten der 3. Dynastie, der möglicherweise unter König (Pharao) Djoser seinen Dienst versah. Er wurde durch seine reich verzierte Mastaba bekannt.

## Name und Titulaturen
Chabausokars Name ist an die Gottheit Sokar angelehnt, ungewöhnlich ist sein Zweitname, Hetj. Er führte zu Lebzeiten folgende Titel:
- Rech-nesut („Vertrauter des Königs“)
- Sa'ab („Geheimrat“)
- Shenu-perwer-Setech („Sänger im Tempel des Seth“)
- Hem-netjer-Seshat („Gottesdiener der Seschat“)
- Hem-netjer-Setech („Gottesdiener des Seth“)
- Hem-netjer-Anpu („Gottesdiener des Anubis“)
- Hem-netjer-Seker („Gottesdiener des Sokar“)

## Belege
Chabausokar wurde durch seine reliefdekorierten Scheintüren aus poliertem Kalkstein bekannt, die sich in seiner Grabanlage fanden. Sie zeigen den Verstorbenen einmal an einem Opfertisch sitzend und zweimal jeweils links und rechts der Scheintür in stehender Pose. Er trägt ein hautenges Gewand und eine kurze Löckchenperücke, dazu ein prachtvolles Pektoral. In seiner rechten Hand hält er ein Sechem-Zepter.

## Grab
Sein Grab, Mastaba S3073, liegt in Sakkara. Sie wurde 1889 von Auguste Mariette freigelegt und als Mastaba A2 dokumentiert. Sie maß ursprünglich 33 × 19 Meter und ist aus Lehmziegeln gefertigt. Die gemeinsame Grabkammer ist fast quadratisch und ohne direkten Zugang. Der Kultraum kann über einen kurzen Korridor erreicht werden und zweigt T-förmig nach links und rechts ab. Chabausokars Gattin Hathor-Neferhetepes wurde in derselben Mastaba bestattet.